# Alex DeLarge
Alexander DeLarge es el narrador y personaje principal de la novela de Anthony Burgess La naranja mecánica y la película homónima de Stanley Kubrick, donde es interpretado por el actor británico Malcolm McDowell. Por su interpretación McDowell fue nominado al Premio Globo de Oro en la categoría Mejor actor dramático y fue un fuerte candidato al Premio Óscar, sin embargo no recibió una nominación a dicho galardón. Es un caso extraño a pesar de ser una de las películas más famosas de la historia del cine.
Hijo único, Alex es un joven de quince años —dieciocho al final del libro— que vive en un apartamento con sus padres y con su serpiente llamada Basil. Es un joven que tiene los principales atributos humanos: amor a la agresión, amor al lenguaje y amor a la belleza. Alex es líder de un grupo de cuatro drugos —«amigos» en nadsat— llamados Georgie, Pete y Dim. Además, tiene un enemigo llamado Billyboy, líder de otra pandilla, de seis integrantes. Alex se refiere despectivamente a él como  «botellón de aceite de cocina barato». Además de la ultraviolencia, su otra pasión es la música de Beethoven, su compositor preferido, pero tiene gran afición a la música clásica en general. En su estadía en la cárcel, se muestra interesado en la religión para tener acceso el estéreo y así oír música clásica. Es retratado como un psicópata que roba, viola y asesina. Intelectualmente, sabe que su comportamiento está mal, él mismo dice "no pueden tener una sociedad con gente como yo" pero dada su condición mental (previamente mencionada) no es nunca consciente de sus acciones o de las repercusiones que podrían tener sus actos. En la novela, el personaje no tiene apellido, aunque se refiere a sí mismo como Alejandro El Grande en una escena. En la película le es dado el apellido DeLarge debido al rey de Macedonia.  
Fue nombrado el duodécimo mejor villano del cine de todos los tiempos en el American Film Institute's 100 años... 100 héroes y villanos. Asimismo, la revista de cine Empire clasificó a Alex como el cuadragésimo segundo mejor personaje cinematográfico de todos los tiempos.